# You Hao
You Hao (chinesisch 尤浩, Pinyin Yóu Hào; * 26. April 1992 in Xuzhou) ist ein chinesischer Kunstturner. An den Ringen erreichte er bei den 2021 ausgetragenen Olympischen Sommerspielen 2020 die Silbermedaille. Zudem wurde er zweimal Weltmeister im Turnen: 2014 in Nanning im Mannschaftsmehrkampf und 2015 in Glasgow am Barren.